# Shorty Long
Frederick Earl "Shorty" Long (Birmingham (Alabama), 20 mei 1940 – Detroit (Michigan), 29 juni 1969) was een Amerikaanse r&b- en blueszanger, songwriter, muzikant en producent voor Soul Records, dochteronderneming van Motown. Hij werd in 1980 opgenomen in de Alabama Jazz Hall of Fame.

## Carrière
Long groeide op in Birmingham in de staat Alabama. Tijdens de late jaren 1950 toerde hij twee jaar lang met The Ink Spots door het land. Long kwam in 1963 naar Motown van het label Tri-Phi/Harvey, eigendom van Berry Gordy's zus Gwen en haar man Harvey Fuqua. Zijn eerste publicatie Devil with the Blue Dress On (1964), geschreven met William 'Mickey' Stevenson, was de eerste opname die werd uitgebracht bij het Soul-label van Motown, een dochteronderneming opgericht voor meer op blues gebaseerde artiesten zoals Long. Hoewel dit nummer zich nooit nationaal in de hitlijst heeft geplaatst, werd het nummer gecoverd en werd het in 1966 een hit voor Mitch Ryder en de Detroit Wheels. Longs single Function at the Junction uit 1966 was zijn eerste populaire hit en bereikte nummer 42 in de nationale r&b-hitlijst. Andere singlepublicaties waren onder meer It's a Crying Shame (1964), Chantilly Lace (1967) en Night Fo' Last (1968).
De grootste hit van Long was Here Comes the Judge, dat in juli 1968 nummer 4 bereikte in de r&b-hitlijst en nummer 8 in de Billboard Hot 100. Het nummer is geïnspireerd op een komische act bij Rowan and Martins Laugh-In over een rechter, gespeeld door Pigmeat Markham, wiens eigen Here Comes the Judge, een soortgelijk nummer met andere teksten, zich drie weken na Longs hit in de hitlijst plaatste en nummer 19 bereikte in Billboard. Longs singles waren I Had a Dream en A Whiter Shade of Pale uit 1969. Hij bracht tijdens zijn leven het album Here Comes the Judge (1968) uit.
Long speelde veel instrumenten, waaronder piano, orgel, drums, mondharmonica en trompet. Hij trad op als MC voor veel van de Motortown Revue-shows en -tournees en schreef mee aan een aantal van zijn nummers (Devil with the Blue Dress On, Function at the Junction en Here Comes the Judge). Long was de enige Motown-artiest naast Smokey Robinson die in de jaren 1960 zijn eigen opnamen mocht maken.

## Overlijden
Op 29 juni 1969 verdronken Long en een vriend toen hun boot verongelukte op de Detroit River in Michigan. Stevie Wonder speelde de mondharmonica bij zijn begrafenis en legde hem daarna op zijn kist. Motown bracht kort na zijn dood het laatste album The Prime of Shorty Long uit. Long werd 29 jaar.

## Discografie

### Singles
- 1964: Devil with the Blue Dress On
- 1965: It's a Crying Shame
- 1966: Function at the Junction
- 1967: Chantilly Lace
- 1967: Night Fo' Last
- 1968: Here comes the judge
- 1969: I Had a Dream
- 1969: A Whiter Shade of Pale

### Albums
- 1968: Here Comes the Judge
- 1969: The Prime of Shorty Long

- Biblioteca Nacional de España: XX5075254
- Bibliothèque nationale de France: cb14200240v (data)
- Gemeinsame Normdatei: 134763408
- International Standard Name Identifier: 0000 0000 3123 0547
- Library of Congress Control Number: n95010517
- MusicBrainz: d7a71f71-751d-4c3c-a7ec-d13db83f2ae5
- Virtual International Authority File: 4870149368843985980003
- WorldCat: E39PBJqw7TkqtrTdkgqC7XpdcP